# جنوب فلوريدا
جنوب فلوريدا منطقة من ولاية فلوريدا الأمريكية، التي تضم الجزء الجنوبي من الولاية. وهي واحدة من أكثر ثلاث وجهات شيوعا في ولاية فلوريدا، بجانب وسط فلوريدا وشمال فلوريدا. وتشمل المدينة الكبرى ميامي المكتظة بالسكان، وفلوريدا كيز، وغيرها. جنوب فلوريدا هو الجزء الوحيد من الولايات المتحدة القارية بمناخ استوائي.